# Knipowitschia cameliae
Knipowitschia cameliae är en fiskart som beskrevs av Teodor T. Nalbant och Otel, 1995. Knipowitschia cameliae ingår i släktet Knipowitschia och familjen smörbultsfiskar. IUCN kategoriserar arten globalt som akut hotad. Inga underarter finns listade i Catalogue of Life.